# Стефани, Симон
Симон Стефа́ни (алб. Simon Stefani; 3 января 1929, Пермети — 2 августа 2000, Тирана) — албанский коммунистический политик и государственный деятель, член Политбюро ЦК АПТ, в 1978—1982 — председатель Народного собрания, в 1989—1990 — министр внутренних дел НСРА. Проводил жёсткую ходжаистскую политику. После падения коммунистического режима был приговорён к тюремному заключению. Освобождён по амнистии после массовых беспорядков 1997.

## Партийный функционер
Родился в семье греческого происхождения. Окончив среднюю школу, работал сварщиком на заводе. В 1952 вступил в правящую коммунистическую Албанскую партию труда (АПТ). Был активным сторонником Энвера Ходжи и его режима.
Партийно-административная карьера Симона Стефани резко ускорилась в начале 1970-х — на фоне «борьбы с либерализмом» и очередной партийной чистки. В 1972 Стефани возглавил парторганизацию АПТ в Пермети. С 1976 — секретарь Тиранского комитета и член ЦК АПТ.

## Секретарь и министр

### В период Ходжи
Симон Стефани выделялся ортодоксальностью и догматизмом даже на общем фоне ходжаистского руководства АПТ. Во главе столичной парторганизации он проводил жёсткий идеологический курс, искоренял «либеральный уклон» репрессированного министра культуры Фадиля Пачрами. В 1977 Стефани руководил кампанией идеологической чистки, увольнений и слежки за актёрами театров и кино. Отмечал «биографическую неблагонадёжность» таких деятелей албанской культуры, как Роза Анагности, Илиа Шюти, Роберт Ндреника.
Такая позиция способствовала политическому подъёму Симона Стефани в иерархии Энвера Ходжи. В 1978—1982 Стефани — председатель Народного собрания НСРА. С 1981 состоял в высшем органе партийно-государственной власти — Политбюро ЦК АПТ. В качестве секретаря ЦК курировал партийный контроль над вооружёнными силами  и органами госбезопасности.

### В период Алии
В феврале 1989, уже после смерти Ходжи, при Рамизе Алии, Симон Стефани был назначен вице-премьером и министром внутренних дел в кабинете Адиля Чарчани. Но при этом он был отстранён от партийного курирования, что рассматривалось как понижение. Причины этого наблюдатели усматривали не только в том, что прежде Стефани и Алия являлись соперниками в борьбе за власть. Не меньшее значение имело различие в политических акцентах. Стефани оставался сторонником жёсткого репрессивного курса — тогда как Алия считал основной проблемой экономическую неэффективность.
В партийно-государственном руководстве Симон Стефани примыкал к консервативной группе Неджмие Ходжи, Ленки Чуко и Мухо Аслани. По должности главы МВД Стефани являлся руководителем политической полиции Сигурими. Своей задачей во главе МВД он ставил предотвращение в Албании революционных событий, охвативших Восточную Европу. Однако такая цель была объективно недостижима. Ещё в конце декабря 1988 Стефани организовал на албанском курорте Мемелишти встречу с делегацией румынской Секуритате во главе с генералом Владом. Обсуждались вопросы совместного противодействия горбачёвской Перестройке в Восточной Европе. Однако эти планы Сигурими и Секуритате не удалось реализовать. Впоследствии Стефани обвинял в этом Алию, «не проявившего должной политической воли», и руководителей ГДР и Румынии, «опоздавших с реальными оценками советской политики второй половины 1980-х».

## Свержение и осуждение
С января 1990 в Албании начались массовые протесты против диктатуры АПТ. Симон Стефани занимал жёсткую позицию, выступал за силовое подавление. 19 марта 1990 года он дал указание командирам пограничных частей всеми средствами пресекать попытки покинуть страну, совершаемые «людьми, подверженными буржуазной идеологии». Однако с лета эмиграция из Албании была разрешена.
Протесты набирали силу, и Рамиз Алия предпринял ряд политических манёвров. В частности, в июле был отстранён с министерского поста Симон Стефани (на его место возвратился Хекуран Исаи, которого Стефани сменил полутора годами ранее). В декабре группа консервативных ходжаистов — в том числе Чуко, Аслани, Стефани, вдова Ходжи — были выведены из состава Политбюро. Однако эти шаги не смогли предотвратить падение коммунизма в Албании, совершившееся в 1991.
В 1994 Симон Стефани, вместе с группой высших партийно-государственных руководителей во главе с Алией, был привлечён к судебной ответственности, обвинён в злоупотреблении властью и приговорён к 8 годам тюремного заключения. В 1996 было возбуждено новое уголовное дело — по факту преступлений против человечности. Однако после политического кризиса и массовых беспорядков 1997 Стефани был освобождён по амнистии. Три года спустя Симон Стефани скончался.